# Mikołaj IV (papież)
Mikołaj IV (łac. Nicolaus IV, właśc. Girolamo Masci OFM; ur. 30 września 1227 w Lisciano, zm. 4 kwietnia 1292 w Rzymie) – franciszkanin, papież, w okresie od 22 lutego 1288 do 4 kwietnia 1292.

## Życiorys

### Wczesne życie
Mikołaj IV urodził się w grodzie Lisciano w Ascoli Piceno, w zachodniej prowincji Marche. W roku 1272 pełnił funkcję legata papieskiego w Grecji, gdzie udał się, aby zaprosić delegację tamtejszego kościoła prawosławnego do wzięcia udziału w XIV Soborze Powszechnym. W roku 1274 zastąpił Bonawenturę z Bagnoregio, będąc wybranym przez minorytów na ósmego następcę św. Franciszka z Asyżu – generałem franciszkanów. Cztery lata później został mianowany przez Mikołaja III kardynałem prezbiterem Santa Pudenziana. Papież Marcin IV w 1281 mianował go biskupem diecezji suburbikarnej Palestrina.
W czasie konklawe, rozpoczętego w 1287 i trwającego jedenaście miesięcy, kilku kardynałów zmarło, a kilku innych znacznie podupadło na zdrowiu. Girolamo Masci został wybrany na Stolicę Piotrową 15 lutego 1288, lecz odmówił przyjęcia godności; jednak kardynałowie odrzucili jego odmowę i wybrali go ponownie 22 lutego.

### Pontyfikat
Zaraz po wyborze mianował się dożywotnim senatorem. Pomimo pobożności i zrównoważenia, wykazywał dużą usłużność wobec arystokratycznego rodu Colonnów, m.in. mianując Giovanniego Colonnę, jedynym senatorem.
8 sierpnia 1288 ogłosił wyprawę krzyżową przeciwko Władysławowi Kumanowi.
Naglącym zadaniem było rozstrzygnięcie ciągnącego się sporu o Sycylię, utraconą przez Andegawenów, po nieszporach sycylijskich. 29 maja 1289 Mikołaj IV koronował Karola Kulawego, syna Karola I Andegaweńskiego na króla Sycylii i Jerozolimy (warunkiem koronacji było uznanie przez Karola zwierzchnictwa papieskiego). W lutym 1291 zawarł traktat z Alfonsem III Liberalnym (uwalniając go od ekskomuniki) i Filipem IV Pięknym, dotyczący odebrania Sycylii z rąk Jakuba II Sprawiedliwego. Jednak 18 czerwca 1291 roku Alfons III zmarł i Jakub II został królem i Sycylii, i Aragonii, jego brat Fryderyk II został wiceregentem wyspy. W 1289 roku papież zawarł konkordat z portugalskim królem Dionizym I.
W Wielkanoc 1288 r. spotkał się z Bar Saumą, nestoriańskim mnichem i posłem władcy Ilchanatu, który próbował nawiązać przymierze z chrześcijańską Europą przeciwko muzułmanom w walce o panowanie na Bliskim Wschodzie. Jednocześnie Bar Sauma przekazał papieżowi informacje o życiu chrześcijan w Azji, a szczególnie wśród Mongołów i Chińczyków.
Utrata Akki w 1291 sprowokowała chęć zwołania krucjaty. Mikołaj IV wysyłał franciszkańskich misjonarzy na Bałkany i Bliski Wschód. Wysłał także pierwszego misjonarza do Chin – Jana z Montecorvino, który został później mianowany arcybiskupem Pekinu.
Jego konstytucja z 18 lipca 1289 zagwarantowała połowę przychodów Kurii Rzymskiej kolegium kardynalskiemu. Dokument pochodzący z okresu panowania Mikołaja IV Taxatio Ecclesiastica Angliae et Walliae Auctoritate (1291-1292), dotyczący zbiórki daniny kościelnej na Wyspach Brytyjskich, jest ważnym źródłem informacji dla historyków zajmujących się dziejami średniowiecznej Anglii i Walii.
Za pontyfikatu Mikołaja IV ozdobiono mozaikami rzymskie bazyliki: Santa Maria Maggiore oraz św. Jana na Lateranie. Papież Mikołaj IV zmarł w pałacu apostolskim obok rzymskiej bazyliki Santa Maria Maggiore, który został wybudowany na jego własne życzenie.